# Carl Herman Heurlin
Carl Herman Heurlin, född 25 januari 1864 i Stockholm, död 26 juni 1912 i Hedvig Eleonora församling i Stockholm, var en svensk grosshandlare.
Heurlin avlade mogenhetsexamen 1883 och var innehavare av agentur- och grosshandelsaffär i Stockholm från 1893 och erhöll burskap som grosshandlare samma år. Han var styrelseledamot i Liljeholmens Stearinfabriks AB från 1902 och i Rederi AB Stockholm–Norrland från 1903 och styrelseordförande i J. & C.G. Bolinders Mekaniska Verkstads AB. Han var mexikansk vicekonsul i Stockholm från 1902, ledamot av Stockholms stadsfullmäktige från 1905 och av Stockholms stads folkskoleöverstyrelse från 1906. Heurlin är begravd på Norra begravningsplatsen utanför Stockholm.